# Juseu
Juseu (Chuseu en aragonés bajorribagorzano) es una localidad española perteneciente al municipio de Graus, en la Ribagorza, provincia de Huesca (Aragón). Se encuentra ubicado a unos 13 kilómetros de Graus y a unos 12 de Benabarre y se sitúa en la estribación norte de la sierra de la Carrodilla, a 778 metros de altitud.

## Historia
La primera documentación sobre el lugar data del 1 de abril del 987, en aquel año los habitantes de Juseu disputaban con sus vecinos de Aguinaliu los derechos sobre un pozo salinero, solucionando el pleito el presbiterio Fortuño, juez designado por el valí leridano Zamega para todos los cristianos de su jurisdicción. El pueblo que por aquellos tiempos estaba habitado por una comunidad cristiana-mozárabe fue reconquistado alrededor del año 1060. En el año 1212, Pedro II de Aragón dona sus derechos sobre Juseu a Ermesinda y su descendencia. En 1292, Jaime II cede Juseu junto con otros términos a Felipe de Castro.

## Demografía
| Gráfica de evolución demográfica de Juseu entre 1842 y 1960 |
| |
| Población de derecho según los censos de población del INE Población de hecho según los censos de población del INEEntre el censo de 1970 y el anterior, este municipio desaparece porque se agrupa en el municipio Torres de Juseu |

| Gráfica de evolución demográfica de Torres de Juseu entre 1970 y 1970 |
| |
| Población de derecho según los censos de población del INE Población de hecho según los censos de población del INEEntre el censo de 1981 y el anterior, este municipio desaparece porque se integra en el municipio 22117 (Graus) Entre el censo de 1970 y el anterior, aparece este municipio porque se fusionan los municipios 22581 (Juseu) y 22645 (Torres del Obispo) |

## Patrimonio
- Ermita de San Cristóbal.[6]
- Iglesia de San Julián Obispo.[1]
- En la localidad se conserva el aragonés ribagorzano.

## Fiestas locales
- Las fiestas patronales son el tercer fin de semana de agosto.